# Schlacht bei Moncontour

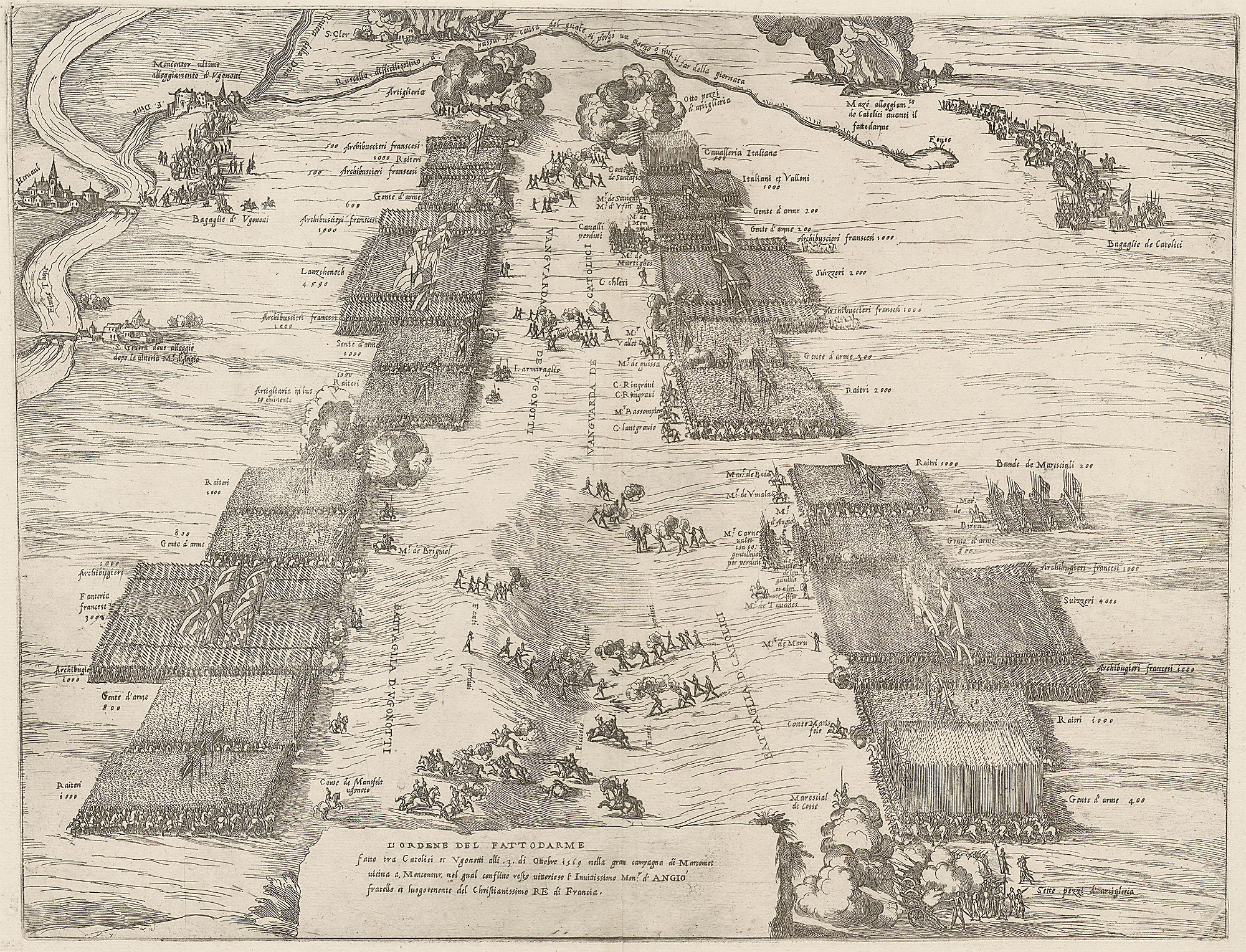
Schlacht bei Moncontour, Kupferstich um 1570 (Beachtenswert das Gefecht des Verlorenen Haufens zwischen den Heeren, sowie die zwei, sich feindlich gegenüberstehenden, Grafen von Mansfeld)

Die Schlacht bei Moncontour fand am 3. Oktober 1569 im dritten Hugenottenkrieg (1568–1570) zwischen den katholischen Truppen des Königs Karl IX. von Frankreich und den Hugenotten statt.

## Die Schlacht
Admiral und Anführer der Hugenotten Gaspard II. de Coligny musste die Belagerung von Poitiers abbrechen, weil das katholische Heer unter Heinrich von Anjou und dem Marschall von Tavannes  anrückte. Die verfeindeten Truppen trafen im Nordwesten von Poitiers in der Nähe von Moncontour zusammen, wobei die Katholiken Verstärkung durch ein vom spanischen König Philipp II. entsandtes Hilfskontingent aus deutschen Reîtres und wallonischer Infanterie unter dem Befehl des Peter Ernst I. von Mansfeld erhielten, der im Lauf der Schlacht schwer verwundet wurde und nur dank des Arztes Ambroise Paré überlebte. Auf der gegnerischen Seite kommandierte ein Namensvetter, Vollrad von Mansfeld, eine der Söldnertruppen im hugenottischen Heer.
Für den Ausgang der Schlacht war entscheidend, dass die Söldnertruppen der Hugenotten von Coligny abfielen und dessen Heer somit deutlich schwächten. Nach zeitgenössischen Quellen hatten die Hugenotten zwischen 6000 und 10.000 Tote und Gefangene (darunter den Colonel général der Infanterie François de La Noue) zu beklagen, während die Katholiken insgesamt nur rund 600 Mann verloren.

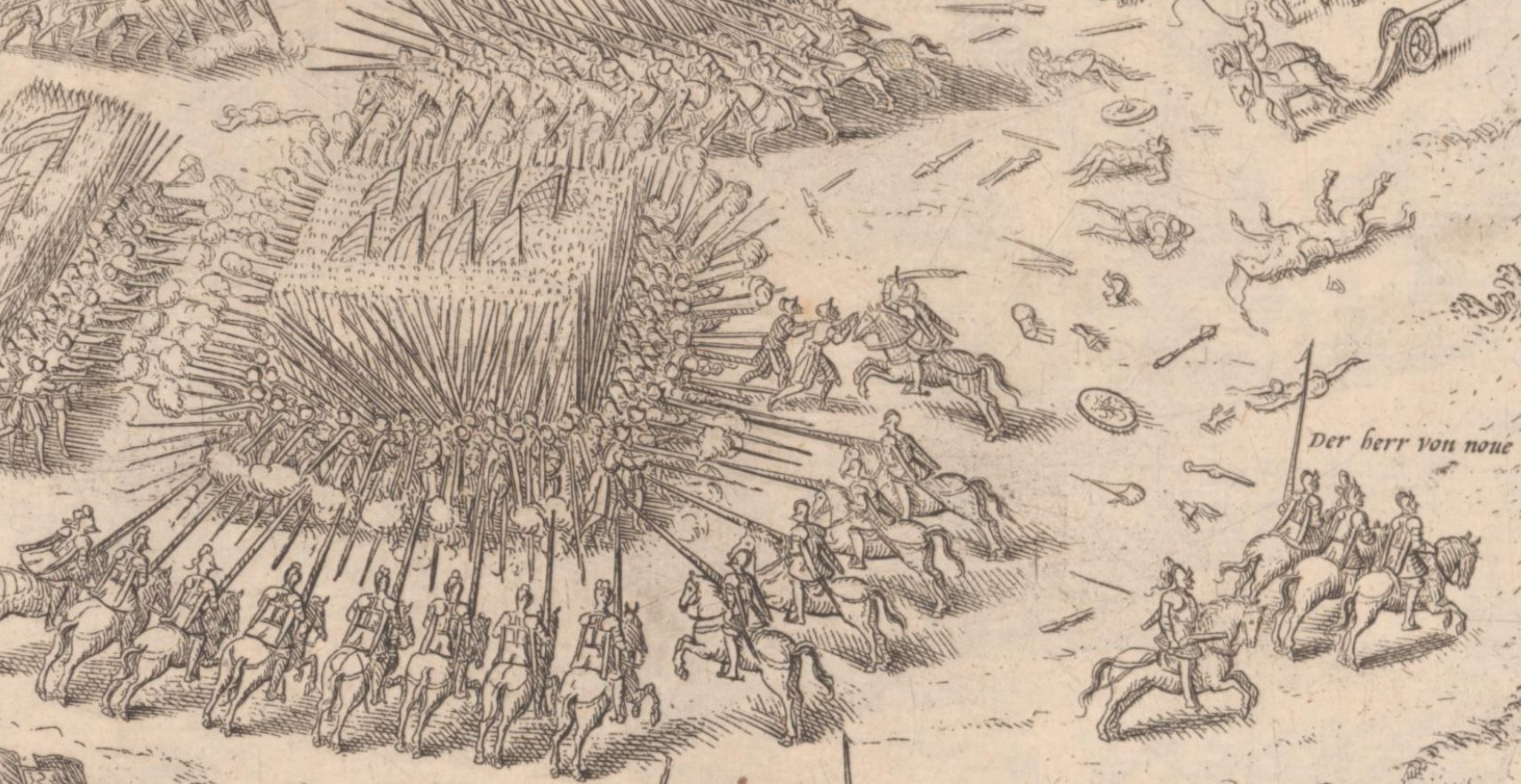
Die Papisten töten 3000 Landsknechte (links); Gefangennahme des De La Noue (rechts). F. Hogenberg (1570)

Coligny konnte sich nach Süden absetzen und seine Armee neu formieren. Er marschierte dann auf Paris zu.

## Einzelbelege
1. ↑  George Alfred Henty: St. Bartholomew's Eve: A Tale of the Huguenot Wars. Kessinger Publishing, 2004, ISBN 1-4179-6180-5 (google.com)..
2. ↑  Eintrag Encyclopedia Britannica auf en.wikisource.org
3. ↑  Robert Jean Knecht: The French religious wars 1562-1598. Osprey Publishing, 2002, ISBN 1-84176-395-0 (google.com)..